# Limnophila pruinosa
Limnophila pruinosa är en tvåvingeart som beskrevs av Pierre Justin Marie Macquart 1834.
Limnophila pruinosa ingår i släktet Limnophila och familjen småharkrankar. Inga underarter finns listade i Catalogue of Life.